# Beljakovce
Beljakovce (macedónul: Бељаковце) település Észak-Macedóniában, az Északkeleti körzetben, Kumanovo községben.

## Népesség
| Lakosok száma | 570  | 669  | 807  | 694  | 355  | 146  | 119  | 64   | 54   |
|               | 1948 | 1953 | 1961 | 1971 | 1981 | 1991 | 1994 | 2002 | 2021 |

- 2002-ben 64 lakosa volt, akik mindannyian macedónok.